# Bodeneis

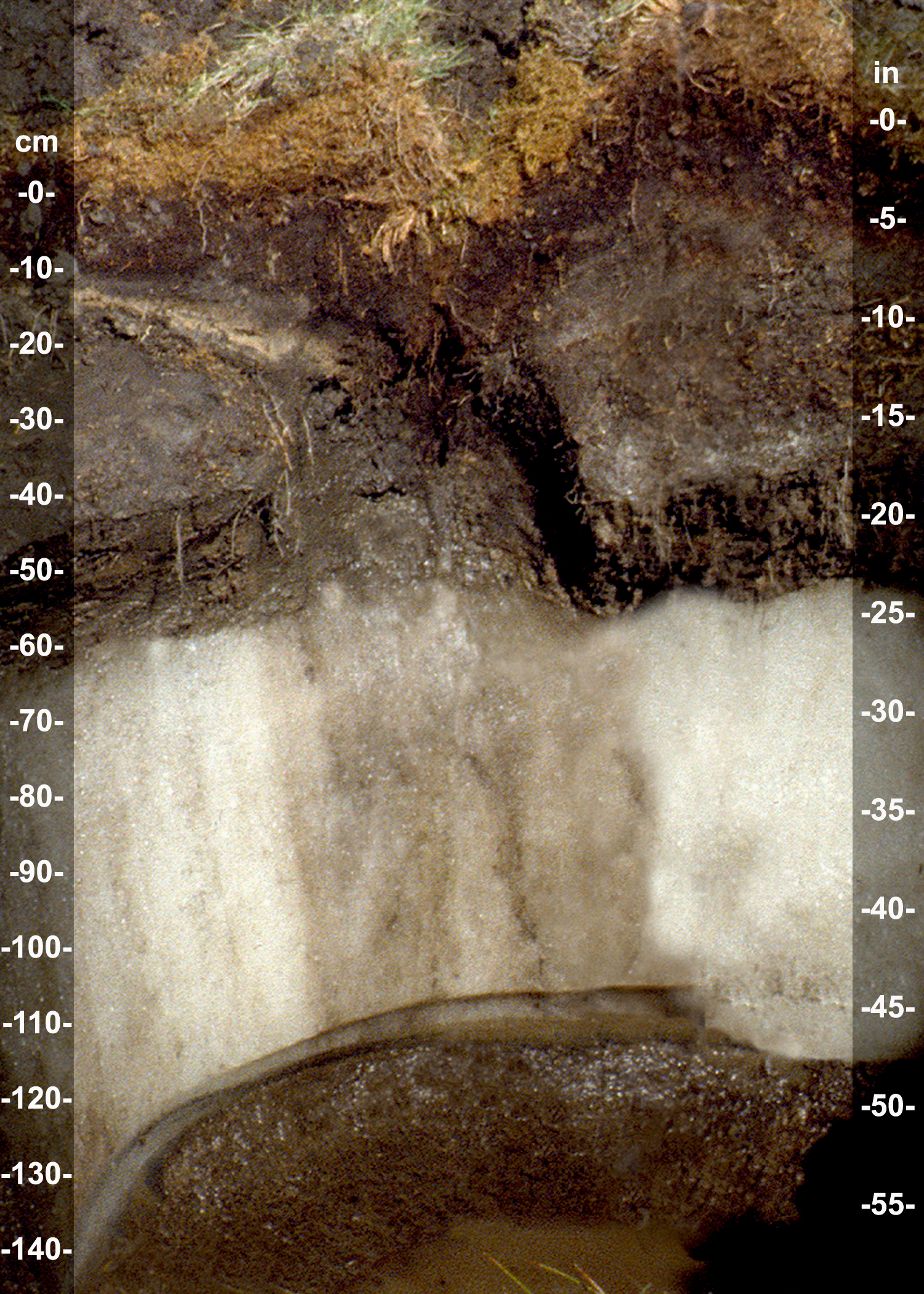
Ein Eiskeil, eine häufige Form von Bodeneis in Permafrostgebieten

Bodeneis, auch Grundeis, ist ein Oberbegriff für alle Formen von Eis in gefrorenem Boden respektive Lockergestein.
Hierzu zählt Poreneis sowie größere Hohlräume ausfüllendes Eis. Dabei kann es sich um Segregationseis, Injektionseis oder verschiedene Formen so genannter Eisvenen handeln, insbesondere auch um Eiskeile. Nach der klassischen, amerikanischen Sichtweise wird an der Oberfläche entstandenes Eis, das nachträglich bedeckt wurde – wie schuttbedecktes Toteis eines Gletschers –, nicht hinzugerechnet.
Weiterhin unterscheidet man epigenetisches und syngenetisches Bodeneis. Epigenetisches Bodeneis entsteht nach der Sedimentation des Bodens, syngenetisches Bodeneis dagegen entsteht während sich das umgebende Sediment bildet.